# 包丁藤四郎
包丁藤四郎（ほうちょうとうしろう）は、鎌倉時代に作られたとされる日本刀（短刀）。庖丁藤四郎とも表記する。同名の刀が2つ存在していたが、本項では日本の重要美術品に認定されており、愛知県名古屋市の徳川美術館が所蔵する包丁藤四郎を中心に記す。

## 概要
鎌倉時代の刀工・藤四郎吉光（粟田口吉光）により作られた短刀である。粟田口則国あるいは国吉の子とされる吉光は、山城国粟田口派の刀工のうち最も著名であり、特に短刀や剣の名手として知られていた。本作の名前の由来は、本作は吉光作の短刀として身幅が標準的な体配であるにも関わらず、刃長は秋田藤四郎と同じく最も短い部類に属するため形状が包丁のようであるためとされている。
元々は大谷吉継が所持していたが、関ヶ原の戦いで吉継が討たれた後は徳川家康の所持となる。その後、家康が死去した際に駿府御分物と呼ばれる遺産分与により尾張藩初代藩主の徳川義直に渡って以降は尾張徳川家の所有となる。徳川8代将軍徳川吉宗が本阿弥家に命じて編纂させた名刀の目録である『享保名物帳』には記載されていないものの、各大名家が所持する名刀に記念として銘を付けた御家名物（ごけめいぶつ）として伝来していた。明治維新以降も尾張徳川家に伝来し続け、所有元は徳川黎明会名義となり徳川美術館に所蔵されている。1941年（昭和16年）9月24日には「短刀 銘 吉光（庖丁吉光）」の名称で重要美術品に認定された。

## 多賀高忠の包丁藤四郎
刀剣研究家の福永酔剣は、楠木正成を自刃に追いやった大森彦七と怨霊として大森を襲った楠木の話を『太平記』と室町時代の刀剣書『能阿弥本銘尽』から紹介している。包丁藤四郎はそのうち『能阿弥本銘尽』にて、怨霊に奪われ、怨霊の正体を知るきっかけになるものとして登場する。
包丁藤四郎を号する刀として、室町幕府にて所司代を務めた多賀高忠が所持していた刀もある。高忠は包丁道に通じており、特に鶴料理に通じていた。ある時、鶴料理を振舞った際に、政敵が高忠を辱しめようと鶴の中に鉄箸を仕込まれてしまった。高忠はそれを見破ってこの刀で鶴を一刀両断し鉄箸ごと断ち切ってしまった。これを見ていたものは高忠の腕前を賞賛するとともに刀の切れ味のよさに驚嘆し、以降包丁藤四郎と名付けたとされている。
以降は徳川秀忠の手に渡ったが、秀忠から家康に献上され、後に紀州徳川家の徳川頼宣に下賜されたが、再度徳川将軍家へ献上されていた。しかし、1657年（明暦3年）に発生した明暦の大火により焼失し、現存しないとされている。

## 作風

### 刀身
刃長（はちょう、切先と棟区の直線距離）は21.8センチメートル。造込（つくりこみ）は平造（ひらつくり、鎬筋<しのぎすじ>が無く刀身の側面が1枚の面になっていること）であり、棟は庵棟（いおりむね、棟の断面が屋根の形に見える）となっている。
鍛えは、小板目（こいため、板材の表面のような文様が細かく詰まったもの）が詰んでおり、地沸（じにえ、平地の部分に鋼の粒子が銀砂をまいたように細かくきらきらと輝いて見えるもの）がついている。また、裏元にはふくれ破れ（鍛錬の際に水や空気が入って上手く鍛着せず、研ぎによって穴が開くこと）がある。
刃文（はもん）は、直刃（すぐは、基本的な直線状の刃文）に小乱（こみだれ、直刃を主調として互の目などが混じった小模様の刃文）交じり、刃縁（はぶち、刃文と平地の境目）はこまかに沸（にえ、焼き入れによって生じた鋼の粒子が肉眼で捉えられる程度に荒いもの）が深く、小足入る。帽子（ぼうし、切先部分の刃文）は、小丸（こまる、直刃から小さな円を描くようにして返る）があり小沸がつく。

### 外装
本作には「蝋色塗短刀拵鞘」が付属している。

### 用語解説
- 作風節のカッコ内解説及び用語解説については、刀剣春秋編集部『日本刀を嗜む』に準拠する。

1. ↑  「造込」は、刃の付け方や刀身の断面形状の違いなど形状の区分けのことを指す[7]。
2. ↑  「鍛え」は、別名で地鉄や地肌とも呼ばれており、刃の濃いグレーや薄いグレーが折り重なって見えてる文様のことである[8]。これらの文様は原料の鉄を折り返しては延ばすのを繰り返す鍛錬を経て、鍛着した面が線となって刀身表面に現れるものであり、1つの刀に様々な文様（肌）が現れる中で、最も強く出ている文様を指している[8]。
3. ↑  「刃文」は、赤く焼けた刀身を水で焼き入れを行った際に、急冷することであられる刃部分の白い模様である[9]。焼き入れ時に焼刃土を刀身につけるが、地鉄部分と刃部分の焼刃土の厚みが異なるので急冷時に温度差が生じることで鉄の組織が変化して発生する[9]。この焼刃土の付け方によって刃文が変化するため、流派や刀工の特徴がよく表れる[9]。